# Codex Zographensis

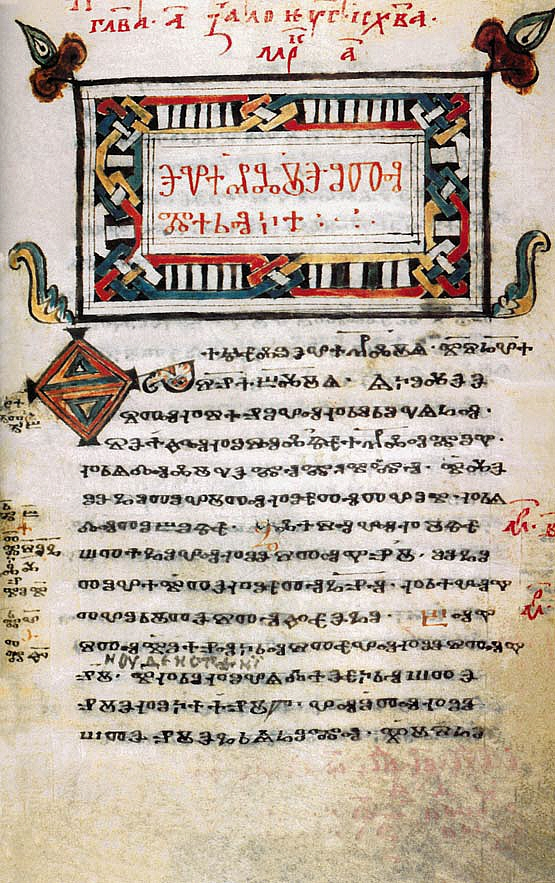
Codex Zographensis

Il Codex Zographensis (bulgaro Зографско евангелие, russo Зографское евангелие) è un vangelo miniato del IX - X secolo scritto in alfabeto glagolitico. È stato ritrovato nella biblioteca del Monastero di Zografou a Monte Athos nel 1843, dal diplomatico e scrittore croato Antun Mihanović. Fa parte del canone delle fonti più antiche dello slavo ecclesiastico antico.
Il manoscritto contiene 304 fogli di pergamena, la prima parte è andata perduta, esso incomincia con Matteo 3:11. I primi 288 fogli sono scritti in glagolitico e contengono i testi del Vangelo. Nella parte centrale sono assenti alcuni fogli. Dalla pagina 41 alla pagina 57 il testo originale è stato rimpiazzato con testi del XII secolo. Altri 13 pagine sono state aggiunte del XIII secolo e contengono un synaxarium. Il manoscritto venne regalato dai monaci allo zar Alessandro II di Russia e da allora è conservato nella Biblioteca nazionale russa.

## Galleria d'immagini

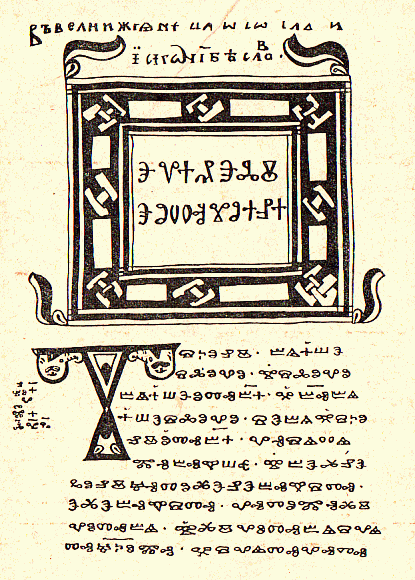
Codex Zographensis
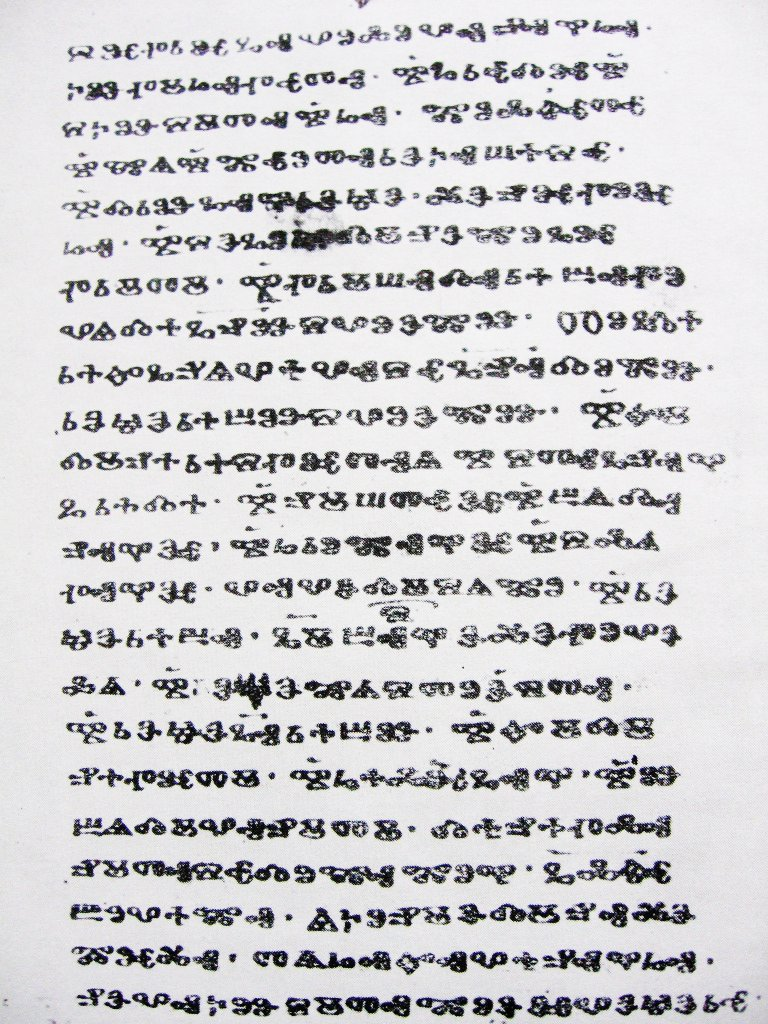
Una pagina del Codex Zographensis contenente Vangelo secondo Luca 14, 19-24.